# Wostok (Verlag)
Der Verlag Wostok (russisch Osten) ist ein deutscher Verlag mit Sitz in Berlin-Friedrichshain. Er besteht seit 1955.

## Geschichte
Der Verlag wurde im Jahr 1955 in Köln-Lindenthal unter dem Namen Sowjetunion heute gegründet. Seit 1992 hat der Verlag den Namen Wostok und ist seit 2002 in Berlin ansässig.
Verantwortlicher Redakteur ist Peter Franke. Ebenso gehört Britta Wollenweber fest zur Redaktion.
Zu den Autoren/Mitarbeitern gehören unter anderem die Slavistin Mareile Ahrndt, der langjährige Vorsitzende der West-Ost-Gesellschaft (WOG) in Baden-Württemberg Jörg Bohse, der Journalist und Übersetzer Jurij Durkot, die Übersetzerin Valentina Dwinskaja, die Chefredakteurin Jelena Gurskaja und der Journalist, Redakteur und Publizist Wladimir M. Ostrogorski.

## Publikationen
Schwerpunkte sind Geschichte, Politik, Kultur, Sachbücher und Literatur über und aus Russland und anderen Nachfolgestaaten der UdSSR:

### Zeitschriften
Die Presseabteilung der Botschaft der UdSSR in der damaligen Bundeshauptstadt Bonn gab bei Sowjetunion heute von 1956 bis 1991 die Zeitschrift Sowjetunion heute heraus. Unter gleichem Namen gab auch die Pressestelle der UdSSR in Österreich eine Zeitschrift heraus. Kurz vor der offiziellen Auflösung der Sowjetunion wurde das Erscheinen eingestellt.
Der Verlag gibt seit 1992 die Zeitschrift Wostok heraus, die vierteljährlich erscheint. Sie ist eine sozial-politische und kulturpolitische Zeitschrift über Russland und die Nachfolgestaaten der UdSSR. Seit 2002 befindet sich die Redaktion in Berlin, davor erschien die Zeitschrift in Köln.
Seit 2007 ebenfalls vierteljährlich erscheint bei Wostok auch das deutsch-russische Sprachmagazin Po Swetu.

### Bücher (Auswahl)
- Britta Wollenweber, Peter Franke (Hrsg.), Wladimir Schalimow (Übers.): St. Petersburg. Kulturhauptstadt Russlands. 2000, ISBN 3-932916-09-3.
- Nowosibirsk – Im Zentrum Sibiriens und Rußlands 2003.
- Martin Buchholz: Stupid white GerMan. 2004, ISBN 3-932916-29-8.
- Arbeitsgemeinschaft „Sowjetische Gräber und Ehrenmale in Deutschland“ (Hrsg.): Sowjetische Gräberstätten und Ehrenmale in Ostdeutschland heute. 2005, ISBN 3-932916-31-X.
- Tatjana Kuschtewskaja: Transsibirische Eisenbahn. Geschichte und Geschichten. 2005, ISBN 3-932916-17-4.
- Regina Buhr: Innovationen – Technikwelten, Frauenwelten – Chancen für einen geschlechtergerechten Wandel des Innovationssystems in Deutschland 2006, ISBN 3-932916-32-8.
- Britta Wollenweber, Peter Franke (Hrsg.): Usbekistan – Land zwischen Orient und Okzident. Der Reiseführer für den Hintergrund. 4., aktual. Auflage. 2013, ISBN 978-3-932916-54-0.
- Tatjana Kuschtewskaja: Sibirienreise – die Lena. Vom Baikal bis zum Eismeer – Geschichte und Geschichten entlang dem großen sibirischen Fluss. 2007, ISBN 978-3-932916-36-6.
- Martin Buchholz: Deutsches Wortissimo. 2007, ISBN 978-3-932916-40-3.
- Vüqar Aslanov: Auf den Baumwollfeldern. 2007.
- Britta Wollenweber, Peter Franke (Hrsg.): Kiew. Stadt der goldenen Kuppeln am Dnejpr. 2008 (4. Auflage), ISBN 978-3-932916-41-0.
- Britta Wollenweber, Peter Franke (Hrsg.): Östliche Ukraine: Facetten jenseits des Dnjepr. Streifzüge durch Geschichte und Kultur. 2009, ISBN 978-3-932916-46-5.
- Tatjana Kuschtewskaja: Der Baikal. Geschichte und Geschichten rund um den Baikalsee. 2009, ISBN 978-3-932916-36-6.
- Emomalij Rahmon (Präsident der Republik Tadschikistan) Die Tadschiken im Spiegel der Geschichte 2011, ISBN 978-3-932916-55-7.
- Martin Buchholz: Geh!Denken Geh!Dichte. 2011, ISBN 978-3-932916-56-4.
- Vüqar Aslanov: Die verspätete Kolonne. Roman über sowjet-afghanischen Krieg und böse Schikane innerhalb der Armee. 2012, ISBN 978-3-932916-52-6.